# NGC 2776
NGC 2776 este o galaxie activă situată în constelația Linxul. A fost descoperită în 19 martie 1828 de către John Herschel. Se află la o distanță de 40 de megaparseci de Pământ.